# Station Biała Nyska
Station Biała Nyska is een spoorwegstation in de Poolse plaats Biała Nyska.